# Josep Samitier i Vilalta
Josep «Pep» Samitier i Vilalta (Barcelona, 2 de febrer del 1902 - Barcelona, 4 de maig del 1972) fou un futbolista i entrenador de futbol català. Va ser internacional amb la selecció catalana i amb la selecció espanyola.

## Biografia

El FC Barcelona, guanyador de la Copa del Rei de 1928. Drets: Forns (entr.), Mas, Castillo, Llorens, Walter, Guzmán, Carulla i Platko. Asseguts: Piera, Sastre, Samitier, Arocha i Sagi.

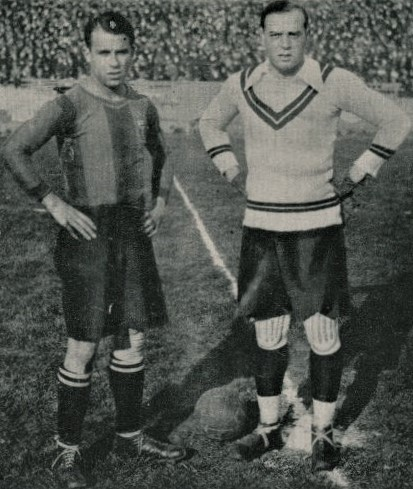
Samitier amb Ricard Zamora en un partit del campionat de lliga de 1929

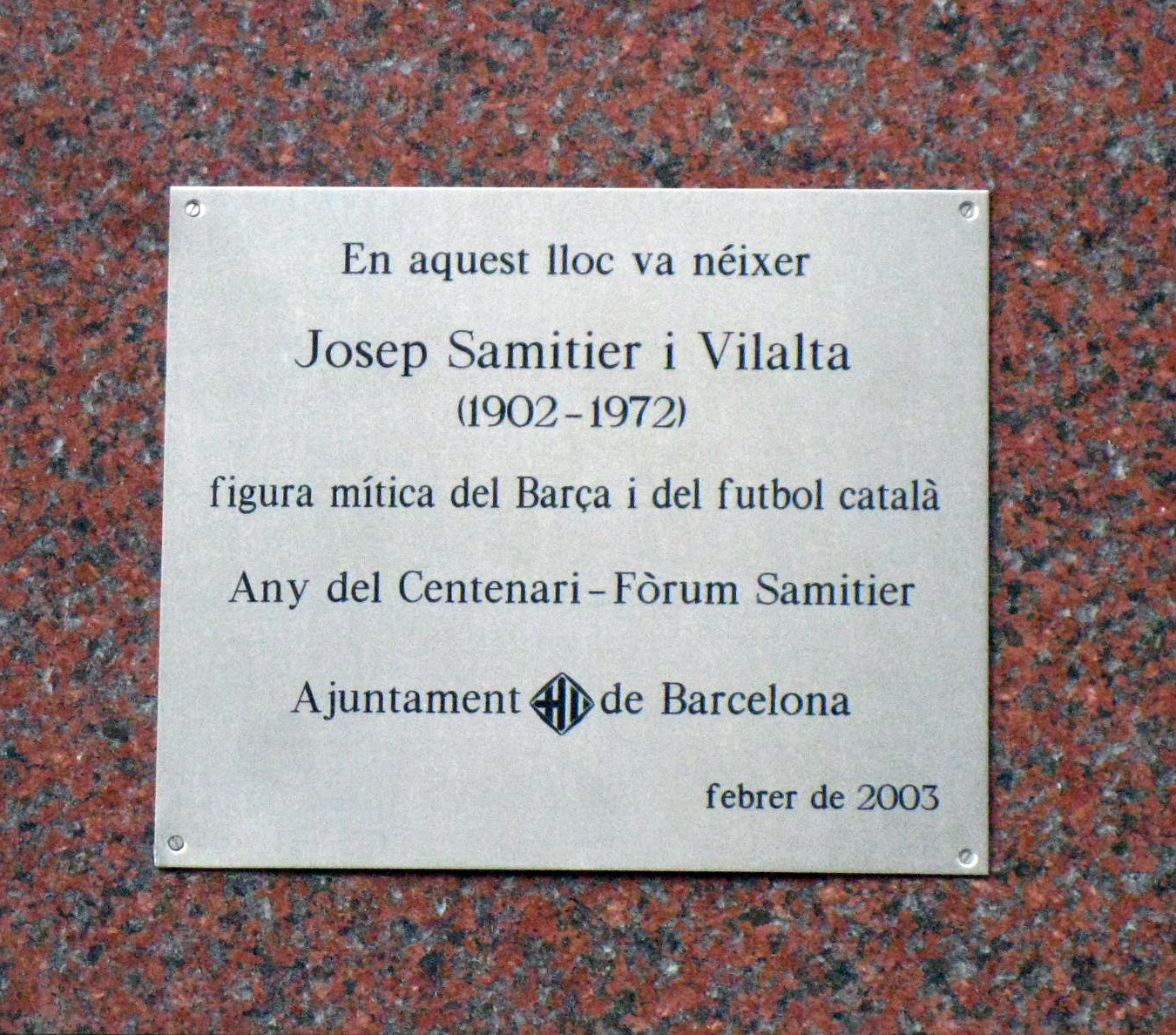
Placa en record a Josep Samitier a la seva casa natal del carrer del Comte d'Urgell, 194, de Barcelona

Fill de Josep Samitier Terán i Carolina Vilalta i Cubí. Va néixer al carrer Comte d'Urgell, número 194. El seu pare va morir quan tenia 5 anys. Format a l'Internacional de Sants, jugà de davanter centre i migcampista amb el FC Barcelona des de l'any 1919 fins al 1932 on va viure l'època daurada del club dels anys vint del segle xx. Dotze Campionats de Catalunya, cinc copes d'Espanya i una Lliga coronaren la seva brillant trajectòria al club. 326 gols el situen com a tercer màxim golejador de la història del club de tots els temps darrere de Leo Messi i Paulí Alcàntara. Va rebre els sobrenoms d'«El mag» i «L'home llagosta». Posteriorment, jugà breument al Madrid i al Niça (exiliat durant la guerra). Fou internacional amb la selecció catalana de futbol (21 partits i 15 gols aproximadament) entre 1920 i 1936 i amb l'espanyola entre 1920 i 1931, jugant 21 partits en els quals marcà dos gols. Fou medalla d'argent als Jocs Olímpics de 1920 a Anvers.
L'aportació de Josep Samitier, però, no es va limitar a la seva destacada etapa com a jugador. L'any 1944 va iniciar una important etapa com a tècnic barcelonista que finalitzà el 1947. Amb la seva presència a la banqueta, l'equip es va proclamar campió de Lliga en la temporada 1944-45, un títol que se li resistia des del 1929. A banda de la Lliga, Sami també va aconseguir la Copa Ajuntament de Vilafranca, la Copa d'Or de la República Argentina i la Copa Pavelló de l'Esport. La seva gran personalitat i psicologia i els seus mètodes (va introduir l'innovador 3-2-5 en comptes del clàssic 2-3-5) van fer campió de Lliga el Barça després de 16 anys. També fou secretari tècnic de Barça i del Reial Madrid.
L'any 1950 va recomanar el fitxatge de Ladislau Kubala al president Agustí Montal i Galobart.
Molt popular a la seva època, la seva fama el portà a fer anuncis publicitaris i pel·lícules com Once pares de botas. Juntament amb Ricard Zamora, Àngel Rodríguez, Ladislau Kubala i Joan Gamper, és un futbolista que té un carrer amb el seu nom a Barcelona.
Samitier va morir la primavera de 1972 a Barcelona. És enterrat al Cementiri de les Corts (Barcelona), com altres jugadors del FC Barcelona.

## Trajectòria esportiva
Com a jugador
- FC Internacional: 1914-19
- FC Barcelona: 1919-32
- Madrid CF: 1932-34
- OGC Nice: 1936-39

Com a entrenador
- Athletic Madrid: 1936
- OGC Nice: 1942
- FC Barcelona: 1944-47

## Palmarès
Com a jugador
- Campionat de Catalunya de futbol (12): 1918-19, 1919-20, 1920-21, 1921-22, 1923-24, 1924-25, 1925-26, 1926-27, 1927-28, 1929-30, 1930-31, 1931-32
- Lliga espanyola de futbol (2): 1928/29, 1932/33
- Copa espanyola de futbol (6): 1919-20, 1921-22, 1924-25, 1925-26, 1927-28, 1933/34
- Copa de Campions (1): 1927-28
- Copa Príncep d'Astúries de futbol (3): 1922, 1924, 1926
- Jocs Olímpics d'Estiu de 1920 a Anvers (Bèlgica): medalla de plata

Com a entrenador
- Lliga espanyola de futbol (1): 1944/45
- Copa d'Or Argentina: (1): 1945